# Battle Metal
Battle metal – jest debiutanckim albumem folk metalowego zespołu Turisas. Został wydany 26 lipca 2004 przez Century Media.

## Lista utworów
1. "Victoriae & Triumphi Dominus" – 1:27
2. "As Torches Rise" – 4:51
3. "Battle Metal" – 4:23
4. "The Land of Hope and Glory" – 6:22
5. "The Messenger" – 4:42
6. "One More" – 6:50
7. "Midnight Sunrise" – 8:15
8. "Among Ancestors" – 5:16
9. "Sahti-Waari" – 2:28
10. "Prologue for R.R.R." – 3:09
11. "Rex Regi Rebellis" – 7:10
12. "Katuman Kaiku" – 2:22

W wydaniu z 2008 na płycie umieszczono trzy dodatkowe piosenki. Były to: "As Torches Rise" i "One More" zarejestrowane na żywo, oraz nagrane na nowo w studiu "Battle Metal".
Japońskie wydanie zawiera dodatkowe piosenki:
1. "Till The Last Man Falls" – z The Heart of Turisas (demo) 2001 (5:29)
2. "Terra Tavestorum" – z Unnamed Promo (demo) 1999 (5:34)
3. "Midnight Sunrise" – na żywo

## Skład
- Mathias Nygård − wokal, programowanie, dodatkowa perkusja
- Jussi Wickström − gitara elektryczna, gitara basowa, gitara akustyczna, kontrabas
- Tude Lehtonen − perkusja/instrumenty perkusyjne (Djembe, Udu, Kongi, Bongosy, elektryczna perkusja)
- Antti Ventola − syntezator, fortepian, Wibrafon, Organy Hammonda
- Georg Laakso − gitara elektryczna, gitara akustyczna

Gościnnie
- Riku Ylitalo – akordeon
- Olli Vänskä – skrzypce
- Emmanuelle Zoldan – kobiecy wokal